# Titularbistum Belabitene
Belabitene ist ein Titularbistum der römisch-katholischen Kirche.
Es geht zurück auf einen früheren Bischofssitz in der römischen Provinz Mesopotamia im östlichen Teil der heutigen Türkei. Er war der Kirchenprovinz Amida zugeordnet.
| Titularbischöfe von Belabitene |                             |                                                                       |                   |                   |
| Nr.                            | Name                        | Amt                                                                   | von               | bis               |
| 1                              | John Francis Greif MHM      | Apostolischer Vikar von Tororo (Uganda Protektorat)                   | 1. Mai 1951       | 25. März 1953     |
| 2                              | André Creemers OSC          | Apostolischer Vikar von Bondo (Belgisch-Kongo)                        | 1. Januar 1955    | 10. November 1959 |
| 3                              | George Elmer Bernarding SVD | Apostolischer Vikar von Mount Hagen (Territorium Papua und Neuguinea) | 19. Dezember 1959 | 15. November 1966 |